# دانيال دياز
دانيال دياز دا سيلفا  (بالبرتغالية: Daniel Dias)(ولد: 24 مايو 1988، كامبيناس) سباح برازيلي حصل على بطل الألعاب البارالمبية 14 مرة (ميدالية ذهبية)، إضافة إلى عشر ميداليات أخرى.

## بداية المسيرة
ولد بلا يدين أو قدمين في عائلة من الطبقة المتوسطة، في سن الـ16 بدأ مسيرته في سباحة ذوي القدرات الخاصة.

## روابط خارجية
- دانيال دياز على موقع Paralympic.org (الإنجليزية)
- دانيال دياز على موقع IPC.InfostradaSports.com (مؤرشف) (الإنجليزية)